# حاج گمی
حاج گمی یا موتور گمی، روستایی در دهستان تهلاب بخش ریگ ملک شهرستان میرجاوه استان سیستان و بلوچستان ایران است. این روستا، مرکز دهستان تهلاب است.

## جمعیت
بر پایه سرشماری عمومی نفوس و مسکن در سال ۱۳۹۵، جمعیت این روستا برابر با ۳۲۷ نفر (۹۳ خانوار) بوده‌است.